# Bahnhof Pfaffenhofen an der Ilm
Bahnhof Pfaffenhofen an der Ilm vasútállomás Németországban, Bajorország tartományban, Pfaffenhofen an der Ilm településen.

## Vasútvonalak
Az állomást az alábbi vasútvonalak érintik:
- Nürnberg–München nagysebességű vasútvonal

## Kapcsolódó állomások
A vasútállomáshoz az alábbi állomások vannak a legközelebb: 
- Bahnhof Petershausen
- Rohrbach (Ilm)

## Forgalom
Az állomáson csak regionális járatok (RE, RB) állnak meg, a távolsági járatok (ICE- és IC-vonatok nem.

### Regionális
| Vonatnem | VGN útvonal | Útvonal | Gyakoriság                                     |
| -------- | ----------- | --- | ---------------------------------------------- |
| RE       | R9          | München-Nürnberg-Express: Nürnberg – Allersberg – Ingolstadt - Pfaffenhofen an der Ilm - Petershausen - München | 120 percenként Hétvégén: részben 60 percenként |

## Buszjáratok
Az állomást több helyi buszjárat is érinti: